# 빔펜 전투
빔펜 전투(Battle of Wimpfen)는 1622년 5월 6일 벌어진 30년 전쟁의 전투 중 하나로, 개신교도 동맹과 가톨릭 세력이 벌인 전투이며, 이 전투에서 가톨릭군의 군대는 바덴 변경백 게오르그 프리드리히가 이끄는 바덴의 개신교도 군대를 일소했다. 이 전투로 밍골스하임 전투에서 개신교도 동맹이 거두었던 일시적인 승리의 성과는 사라졌으며, 프리드리히는 이후 30년 전쟁 기간 동안 두드러진 행보를 보여주지 못하게 된다.

## 전투 이전
개신교도측의 세력으로서 전쟁에 뛰어들었던 프리드리히와 만스펠트의 군대는 서로간의 합류를 시도하였고, 밍골스하임 전투에서 만스펠트가 틸리 백작 요한 체르클라에스의 추격군을 물리침으로서 합류가 성사될 수 있었다. 그러나 만스펠트와 프리드리히군은 서로가 가진 입장 차와 병사들의 특성 때문에 원활한 전략 구상을 할 수 없었다. 만스펠트는 대규모 전투를 피하려 한 반면, 프리드리히는 추구하였으며, 만스펠트는 가톨릭 교도인데다 약탈로 물자나 병력을 조달하는 방식 때문에 평가가 매우 좋지 않았다. 때문에 두 군대는 각자 활동을 하기로 결정했으며, 만스펠트군은 상대의 영토를 공격하는 방법을, 바덴군은 상대의 병력을 맞아 수비하는 방법을 택하기로 했다.
한편, 가톨릭군의 틸리는 프리드리히와 만스펠트의 군대가 합류하자 이에 대응하여 스페인으로부터 파병되었던 곤살로 페르난데스 데 코르도바가 이끄는 군대를 불러 합류하였다. 틸리는 기껏 합류했던 적이 갈라진 것에 기뻐했고, 이를 각개격파하기 위해 바덴군에 대한 대규모 공격을 할 것을 주장해 관철시켰다. 이에 따라 틸리와 코르도바가 이끄는 가톨릭군은 프리드리히가 이끄는 개신교도군을 격파하기 위해 진격하였다.
프리드리히가 수비를 맡은 이유는 바덴군이 대규모의 전투용 마차(Wagenburg)를 가지고 있었으며, 이것을 수비용으로 사용하는 전술에 대해 강한 자신감을 갖고 있었기 때문이었다. 그는 과거 얀 지슈카가 후스파 전쟁 당시 전투 마차를 수비용으로 사용하여 큰 전과를 낸 것을 알고 있었으며, 때문에 여기에 날붙이와 박격포 등을 부착하여 수비에 치중하는 전술을 추구했고 그 효용성을 맹신하고 있었다. 그는 적의 병력이 압도적으로 많음에도 불구하고, 자신의 이러한 전술에 힘입어 승리를 거둘 수 있을거라 믿고 있었다.

## 전투
틸리는 처음 목도하는 바덴군의 전투 마차를 보고 그것을 시험할 목적으로 테르시오 보병대의 접근을 주문했다. 적 보병대가 접근하자 마차에 설치된 박격포에서 대규모의 포탄이 터져나왔고, 가톨릭군의 보병대들은 큰 손해를 입고 퇴각하였다. 이에 고무된 프리드리히는 방심하고 병사들을 휴식하게 했으나, 이 틈을 타 스페인군의 소규모 보병대가 바덴군 좌측에 있는 숲으로 이동해 점령해버렸다. 좌측이 노출된 프리드리히는 이를 쫓아내기 위해 병사들을 동원했으나, 강력한 스페인 테르시오의 위력에 계속 격퇴되었고, 3,000명 가량의 병력을 투입하고서야 이들을 몰아낼 수 있었다. 분노한 프리드리히는 전황을 타개하기 위해 우측에 위치시킨 기병대를 모두 동원하여 가톨릭군의 좌측 기병대를 공격케 했다.
경기병대가 대부분이었던 가톨릭군의 기병대는 패퇴해 물러났고, 바덴군 기병대는 측면이 노출된 가톨릭군의 보병대를 공격하기 시작했다. 그러나 가톨릭군 보병대의 주축인 테르시오 부대는 측면 공격에도 저항력이 있는데다, 틸리가 적의 측면 공격에 대비해 부대 양 측면에 가장 뛰어난 테르시오 부대를 배치해 놓았기 때문에 기병대의 측면 공격은 전혀 통하지 않았다. 오히려 이 틈에 가톨릭군 우측에 위치한 스페인군 소속 테르시오 보병대들이 바덴군의 전투 마차 대형을 향해 진격하였다. 스페인 보병대 3개 중 2개 부대는 전투 마차의 박격포탄을 견디지 못하고 물러났으나, 한 개 부대는 이를 견뎌내고 적 대형에 붙어 백병전을 벌이기 시작하였고, 기병대의 공격을 막아내던 가톨릭군의 보병대들이 반격을 시작하고 기병대까지 다시 반격해오자 바덴군의 기병대는 패주하기 시작했다.
기병대가 패주하자 바덴군의 보병대들은 동요하기 시작했다. 특히 프리드리히가 대부분의 고급 지휘관들을 기병대에 배치한 탓에 이 동요를 제지할 지휘관도 없었다. 그러던 중 가톨릭군의 대포가 포탄이 실린 바덴군의 마차 하나를 명중시키자 연쇄 폭발이 일어났고, 바덴군 측에 수많은 사상자가 발생한 것은 물론, 바덴군의 전투 마차 대형에 커다란 구멍이 생기게 되었다.
가톨릭군은 구멍이 뚫린 전투 마차 방어선을 뚫고 적에게 진격하였고, 바덴군은 전체가 패주하기 시작했다. 가톨릭군은 패주하는 적들을 추격하여 사살하거나 포획하였고, 프리드리히는 대부분의 병력을 잃고 달아날 수밖에 없었다.

## 전투 결과 및 영향
바덴군이 전투에서 패한 이유는 보병대와 기병대 간의 유기적인 조화가 이루어지지 못했고, 상호 협조가 없이 따로 행동했기 때문이었다. 특히 적을 막기 위해 내세웠던 전투 마차는 바덴군의 보병들이 적에게 진격하는 것을 방해해 기병대를 돕기 어렵게 만들었다. 프리드리히가 참고하고 개량했던 후스파의 전투 마차 대형은, 200년이 지난 30년 전쟁기에는 한계가 있는 전술이었던 것이다.
이 전투로 프리드리히는 바덴 변경백으로서 모아놓았던 대부분을 상실하였으며, 신교도군의 세력과 사기 또한 크게 하락하였다. 많은 것을 잃은 프리드리히는 이후 신교도 내에서도 큰 발언권을 가지기 어려웠으며, 뚜렷한 활약을 보이지 못하다가 1627년 하일리겐호펜 전투에서 패한 이후 그 책임을 지고 은퇴하게 된다.
한편, 프리드리히의 전투 마차 전술은 기동성의 측면에서는 한계를 보였으나, 이를 이용한 박격포 사격은 상대에게 큰 충격 효과를 불러왔다. 이 전술은 이후 구스타브 2세 아돌프가 이끄는 스웨덴군에 의해 개량되어, 보다 효율적인 전술로 거듭나게 된다.